# Ricotia lunaria
Ricotia lunaria är en korsblommig växtart som först beskrevs av Carl von Linné, och fick sitt nu gällande namn av Dc. Ricotia lunaria ingår i släktet Ricotia och familjen korsblommiga växter. Inga underarter finns listade i Catalogue of Life.

## Bildgalleri

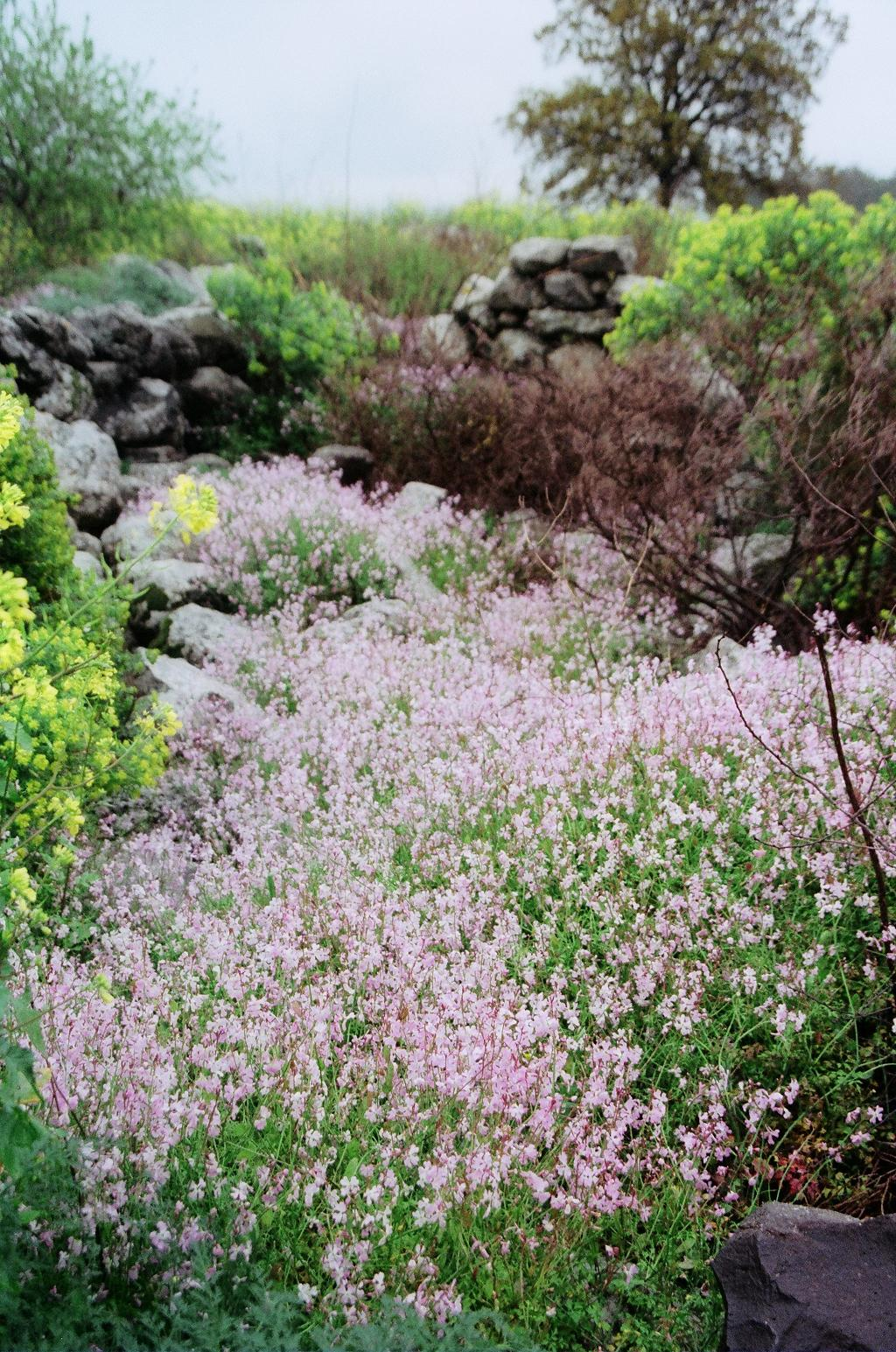
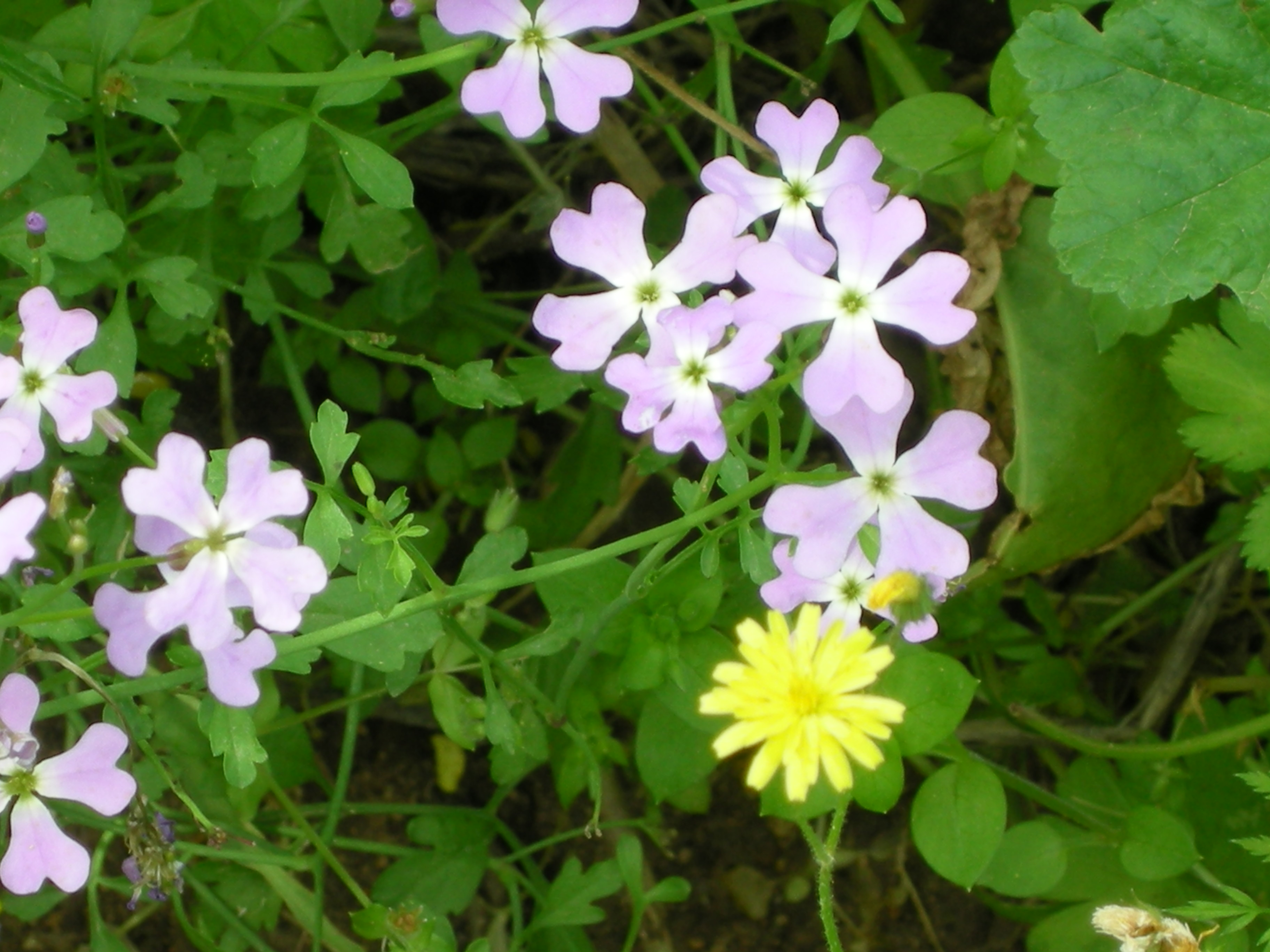
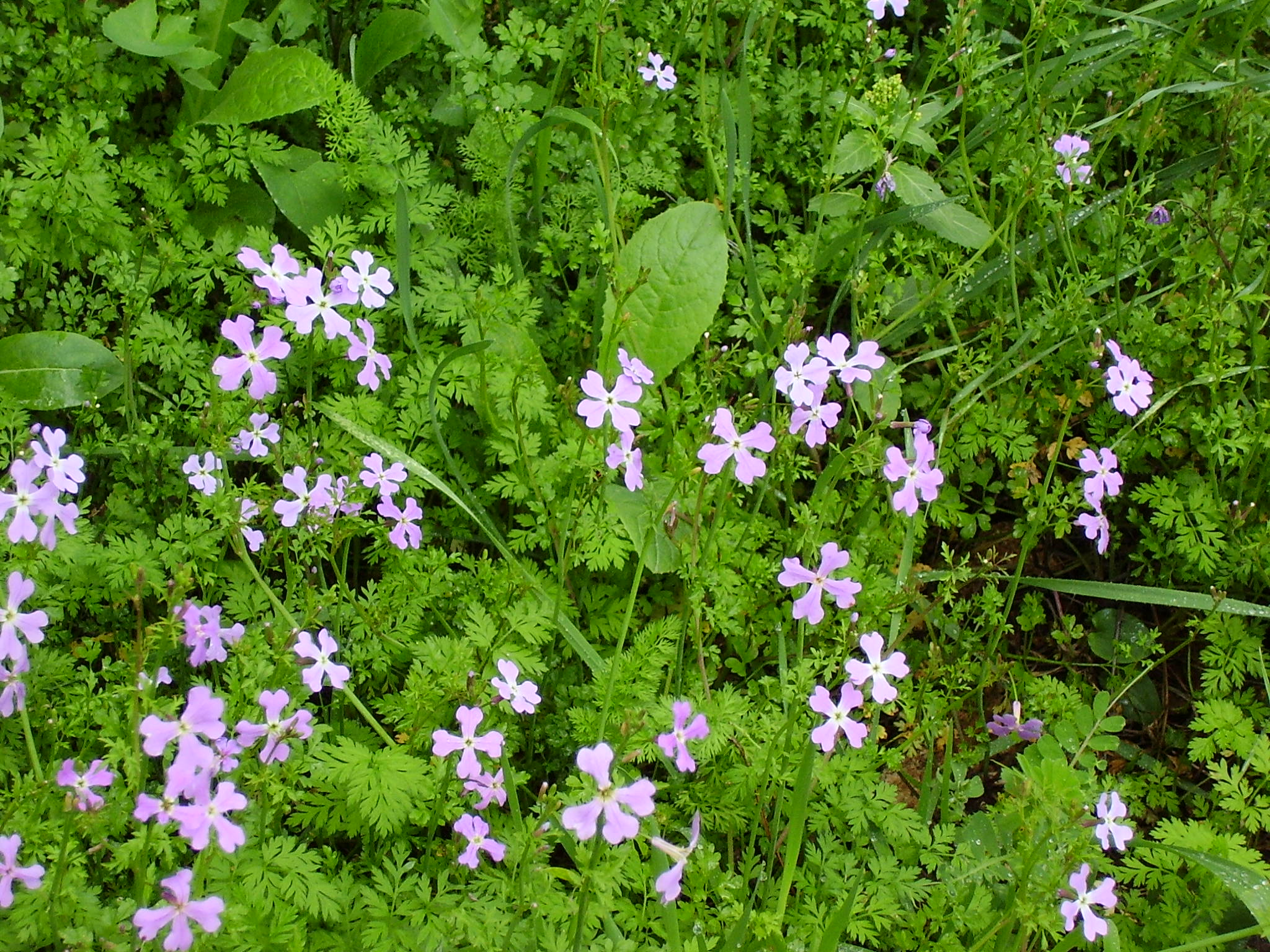
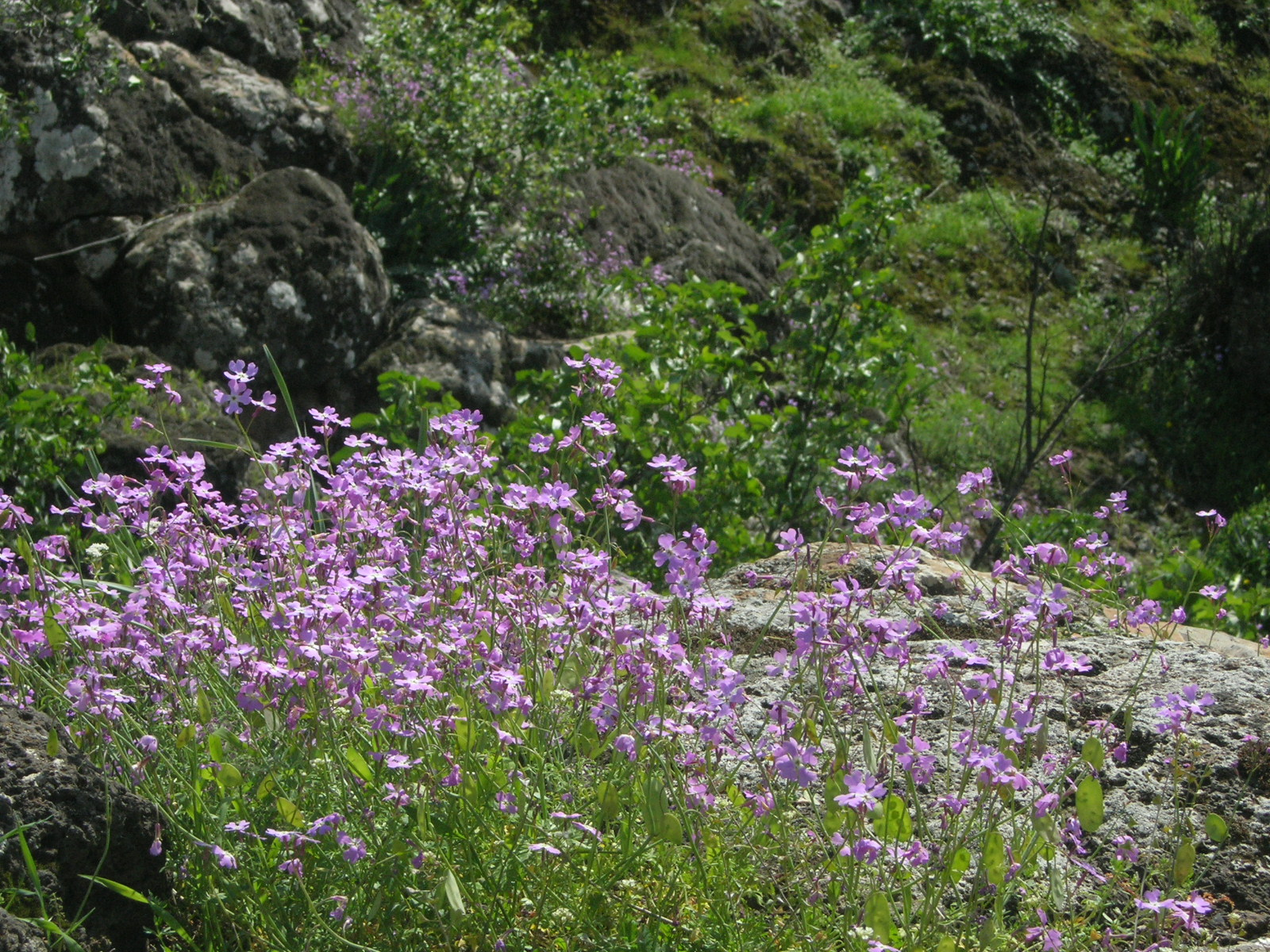